# Percnon gibbesi

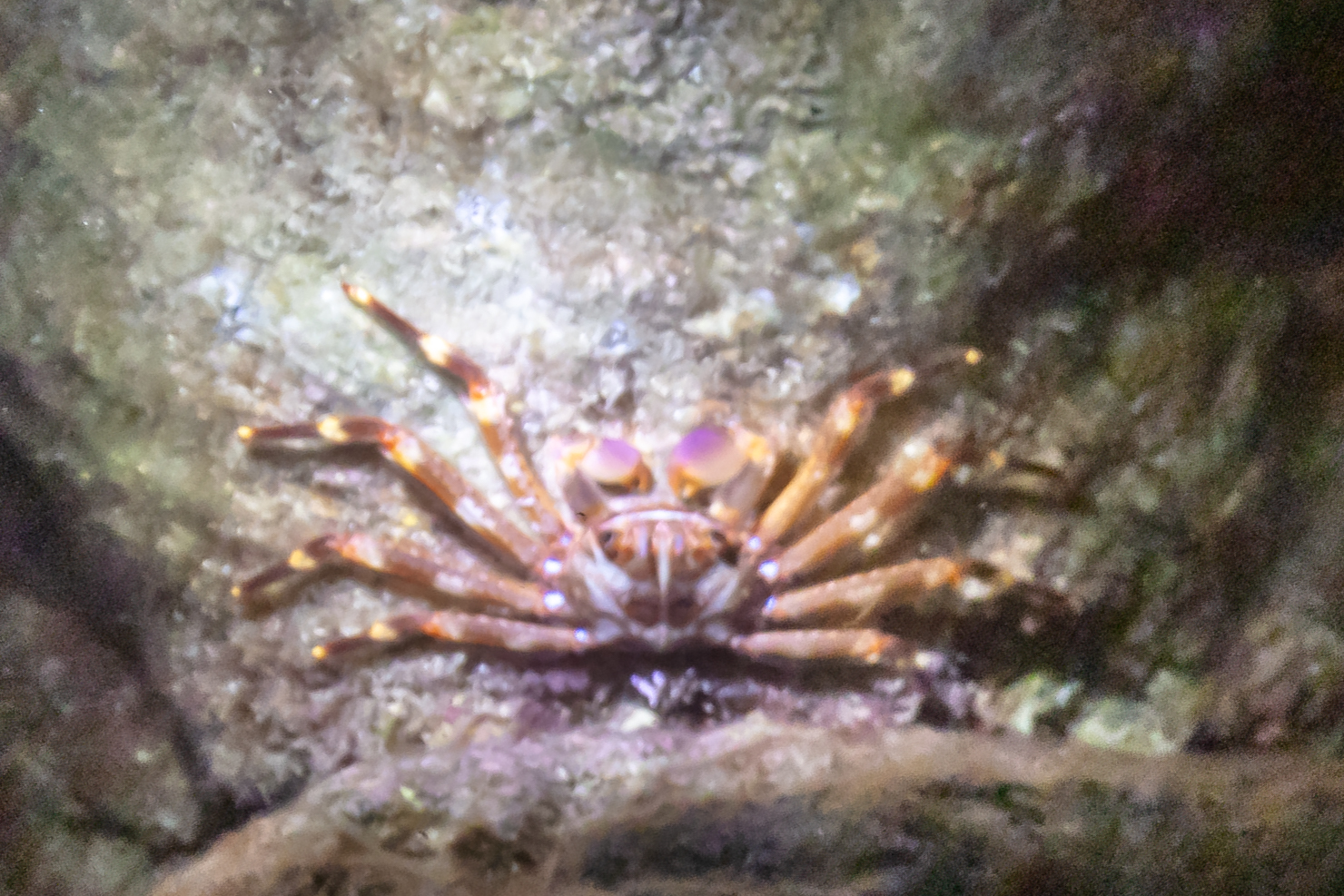
Ejemplar en la bahía de San Telmo, Valeta (Malta).

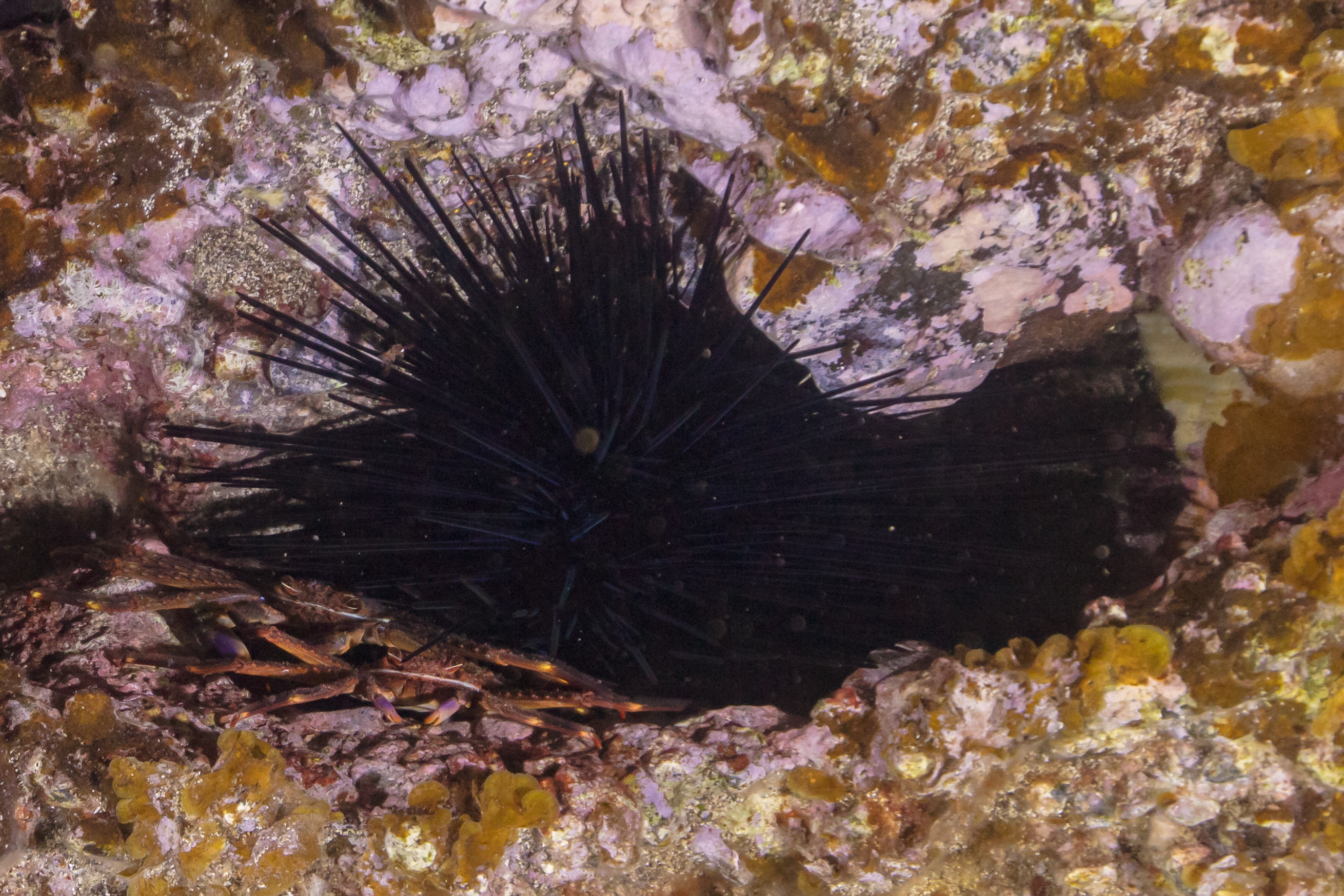
Marañuelas (Percnon gibbesi) y erizo diadema (Diadema setosum), Tenerife.

Percnon gibbesi es una especie de crustáceo decápodo de la familia Percnidae.
Sus nombres comunes son cangrejo araña o Marañuela en Canarias y algunas zonas del Mediterráneo, y Aranya en Mallorca.
Es una especie popular en acuariofilia marina.

## Morfología
Lo más característico de su cuerpo es que es extremadamente plano y ovalado. Sus quelas, o pinzas, son muy pequeñas y sus pereiópodos, o patas, son bastante largas. También son distintivos unos pequeños dientes muy desarrollados, a modo de sierra, en la parte lateral marginal anterior, tanto de las patas, como de la cabeza y del caparazón.
La tonalidad que presenta su cuerpo es marrón rojiza, con dibujos de color gris azulado claro y unas líneas verdes fosforescentes. Sus patas son del mismo color, y presentan unas bandas características transversales en las articulaciones, de color amarillo anaranjado. El rostro presenta una línea longitudinal blanca. 
Su caparazón alcanza los 33 mm de largo.

## Alimentación
Su dieta es principalmente herbívora, aunque también se alimenta de pequeños crustáceos y peces.

## Reproducción
Como en la mayoría de braquiuros, la luz y la temperatura son los principales factores medioambientales que determinan la actividad reproductiva. La hembra incuba los huevos en su abdomen. El ciclo de vida comienza con una larga fase larval planctónica. Según madura la larva, tiene una serie de mudas que le permiten crecer y finalizar el proceso de maduración.

## Hábitat y distribución
Es una especie asociada a fondos rocosos, donde encuentra protección frente a grandes depredadores como el pulpo común, Octopus vulgaris, y el de manchas blancas, Octopus macropus, y algunos peces de la familia Sparidae.
Habita entre 1 y 30 m de profundidad.
Se distribuye en el océano Pacífico, en la costa desde California a Chile. En la costa atlántica occidental, de Florida a Brasil; y en la oriental de Madeira al Golfo de Guinea. En el Mediterráneo es una especie alóctona, y en España está incluida en el Catálogo Español de Especies Exóticas Invasoras, regulado por el Real Decreto 630/2013, que para esta especie se aplica en todo el territorio español salvo en Canarias, donde la especie habita de forma natural.